# Mazda SW-X
Le Mazda SW-X est un concept car du constructeur automobile Japonais Mazda, présenté au salon de Francfort en 1997.
Il s'agit d'un monospace compact à cinq places modulable. Son plancher est plat et les sièges passagers sont amovibles, ils sont installés sur des glissières pour permettre une grande modularité de l'intérieur.